# Bahnstrecke Breda–Eindhoven
| Ein Dubbeldekker Zonering ist als Sprinter bei Gilze en Rijen unterwegs. |                      |                                                       |                                                       |
| |                      |                                                       |                                                       |
| Streckenlänge: | 58 km                |                                                       |                                                       |
| Spurweite: | 1435 mm (Normalspur) |                                                       |                                                       |
| Stromsystem: | 1.500 V =            |                                                       |                                                       |
| Streckengeschwindigkeit: | 140 km/h             |                                                       |                                                       |
| |                      |                                                       |                                                       |
| \| \| \| von Roosendaal \| \| \| \| \| von Rotterdam \| \| \| \| 0 \| Breda \| Breda \| \| \| \| A 27 \| \| \| \| 11 \| Gilze-Rijen \| Gilze-Rijen \| \| \| 18 \| Tilburg Reeshof \| Tilburg Reeshof \| \| \| 20 \| Tilburg Universiteit bis Ende 2010 Tilburg West \| Tilburg Universiteit bis Ende 2010 Tilburg West \| \| \| 22 \| Tilburg \| Tilburg \| \| \| \| Wilhelminakanal \| \| \| \| \| nach 's-Hertogenbosch \| \| \| \| \| A65 \| \| \| \| 30 \| Oisterwijk \| Oisterwijk \| \| \| \| Bahnstrecke von Utrecht \| \| \| \| 39 \| Boxtel \| Boxtel \| \| \| \| nach Wesel \| \| \| \| \| \| \| \| \| 49 \| Best \| Best \| \| \| \| \| \| \| \| \| Wilhelminakanal \| \| \| \| \| A 2, A 58 \| \| \| \| 57 \| Eindhoven Strijp-S bis Ende 2015 Eindhoven Beukenlaan \| Eindhoven Strijp-S bis Ende 2015 Eindhoven Beukenlaan \| \| \| 59 \| Eindhoven Centraal bis Ende 2019 Eindhoven \| Eindhoven Centraal bis Ende 2019 Eindhoven \| \| \| \| nach Weert \| \| \| \| \| nach Venlo \| \| |                      |                                                       |                                                       |
| Strecke |                      | von Roosendaal                                        | von Roosendaal                                        |
| Abzweig geradeaus und von links |                      | von Rotterdam                                         | von Rotterdam                                         |
| Bahnhof | 0                    | Breda                                                 | Breda                                                 |
| Strecke mit Straßenbrücke |                      | A 27                                                  | A 27                                                  |
| Bahnhof | 11                   | Gilze-Rijen                                           | Gilze-Rijen                                           |
| Bahnhof | 18                   | Tilburg Reeshof                                       | Tilburg Reeshof                                       |
| Bahnhof | 20                   | Tilburg Universiteit bis Ende 2010 Tilburg West       | Tilburg Universiteit bis Ende 2010 Tilburg West       |
| Bahnhof | 22                   | Tilburg                                               | Tilburg                                               |
| Brücke über Wasserlauf |                      | Wilhelminakanal                                       | Wilhelminakanal                                       |
| Abzweig geradeaus und nach links |                      | nach 's-Hertogenbosch                                 | nach 's-Hertogenbosch                                 |
| Strecke mit Straßenbrücke |                      | A65                                                   | A65                                                   |
| Bahnhof | 30                   | Oisterwijk                                            | Oisterwijk                                            |
| Abzweig geradeaus und von links |                      | Bahnstrecke von Utrecht                               | Bahnstrecke von Utrecht                               |
| Bahnhof | 39                   | Boxtel                                                | Boxtel                                                |
| Abzweig geradeaus und ehemals nach links |                      | nach Wesel                                            | nach Wesel                                            |
| Tunnelanfang |                      |                                                       |                                                       |
| Bahnhof (im Tunnel) | 49                   | Best                                                  | Best                                                  |
| Tunnelende |                      |                                                       |                                                       |
| Brücke über Wasserlauf |                      | Wilhelminakanal                                       | Wilhelminakanal                                       |
| Strecke mit Straßenbrücke |                      | A 2, A 58                                             | A 2, A 58                                             |
| Bahnhof | 57                   | Eindhoven Strijp-S bis Ende 2015 Eindhoven Beukenlaan | Eindhoven Strijp-S bis Ende 2015 Eindhoven Beukenlaan |
| Bahnhof | 59                   | Eindhoven Centraal bis Ende 2019 Eindhoven            | Eindhoven Centraal bis Ende 2019 Eindhoven            |
| Abzweig geradeaus und nach rechts |                      | nach Weert                                            | nach Weert                                            |
| Strecke |                      | nach Venlo                                            | nach Venlo                                            |

Die Bahnstrecke Breda–Eindhoven ist eine Eisenbahnlinie zwischen Breda und Eindhoven. Die Bahnstrecke ist eine wichtige Bahnstrecke im Süden der Niederlande. Die Streckenlänge beträgt etwa 58 Kilometer.

## Geschichte
Am 5. Oktober 1863 wurde der erste Abschnitt zwischen Breda und Tilburg eröffnet; das war der erste Bahnabschnitt der Niederländischen Staatsbahn. Der Abschnitt zwischen Tilburg und Boxtel wurde am 1. Mai 1865 eingeweiht. Der letzte Abschnitt zwischen Boxtel und Eindhoven wurde am 1. Juli 1866 dem Verkehr übergeben.
In den Jahren 1998 bis 2002 wurde die Strecke zwischen Boxtel und Eindhoven von zwei auf vier Gleise ausgebaut, weshalb die Bahnhöfe in Boxtel und Best komplett neugebaut wurden. Der Bahnhof in Best wurde in einen Tunnelbahnhof umgebaut.
Zum Fahrplanwechsel im Dezember 2010 wurde der Bahnhof Tilburg West in Tilburg Universiteit umbenannt.
Am 21. März 2023 musste der Betrieb zwischen Boxtel und Vught vorübergehend eingestellt werden, weil Dachse Bauten in den Bahndamm gegraben hatten und dieser instabil zu werden drohte. Da Dachse in den Niederlanden geschützt sind, war zunächst eine behördliche Genehmigung erforderlich, bevor eingeschritten werden konnte, so dass sich die Sperrung bis zum 29. März 2023 hinzog.

## Verkehr
Im Jahresfahrplan 2012 verkehren auf der Strecke die Intercity-Züge von Den Haag nach Venlo sowie der Regionalzug von Tilburg Universiteit nach Weert. Nur auf dem Teilabschnitt zwischen Breda und Tilburg verkehren außerdem die Intercitys von Roosendaal nach Arnheim sowie der Regionalzug von Breda nach Utrecht. Ferner werden die Stationen zwischen Boxtel und Eindhoven Centraal von den Intercity-Zügen von Alkmaar nach Maastricht bzw. Heerlen und von Schiphol Airport nach Eindhoven sowie dem Regionalzug von ’s-Hertogenbosch nach Deurne durchfahren.